# Dasophrys natalensis
Dasophrys natalensis là một loài ruồi trong họ Asilidae. Dasophrys natalensis được Ricardo miêu tả năm 1920. Loài này phân bố ở vùng nhiệt đới châu Phi.